# Ajudes a la navegació
Les  ajudes a la navegació  marítima inclouen aquells sistemes visuals, acústics o radioelèctrics destinats a posicionar les embarcacions o els perills propers als seus travessies, la qual cosa permet establir les rutes adequades i evitar en el possible accidents com encallament o naufragis.

## Evolució
Ja en l'antiguitat s'encenien fogueres en punts estratègics de la costa com penya-segats, illes, terme accés entrades a port, el que permetia als mariners identificar la seva posició en condicions de visibilitat reduïda. Fins i tot durant el dia, i mitjançant l'ús de banderes de colors, es codificaven missatges per fer arribar informació als vaixells.
A l'edat mitjana van sorgint les primeres cartes de navegació, amb mapes cada vegada més detallats de les línies de costa. No obstant això, aquestes cartes de navegació només són útils amb llum diürna, de manera que de nit seguien sent imprescindibles els senyals lluminosos. Les fogueres van evolucionar fins a convertir en els actuals far s, primer com a meres construccions que resguardaven de les inclemències del temps, després substituint el foc de carbó o llenya per llums d'oli, afegint òptiques i lents que van permetre concentrar el feix de llum i augmentar l'abast de la seva visibilitat, i, finalment, amb l'aparició de l'electricitat, incloent-hi bombetes i automatitzant tot el sistema.
Al segle XX s'han produït els grans avenços, incloent-hi sistemes de ràdio, mitjançant radar, o via satèl·lit que ubiquen els vaixells amb una precisió de metres arreu del món.
La implantació d'aquests sistemes al llarg de la història ha estat, i continua sent, competència de cada estat en funció de la sobirania que té sobre les seves aigües territorials. I encara que sempre ha existit cooperació entre els diferents països, al final es va arribar a tenir diferents sistemes de senyalització que arribaven a contradir entre ells. És per això que després de la Segona Guerra Mundial es va crear l' Associació Internacional de Senyalització Marítima  (AISM, en anglès IALA), entitat que aglutina més de 50 països i que ha creat un conjunt de regles comunes als seus membres.

## Sistemes
Segons la tecnologia emprada en els diferents sistemes, aquests es poden classificar com  sistemes visuals , que poden ser diürns o nocturns (amb llum pròpia);  sistemes sonors , basats en l'emissió d'algun tipus de so, i  sistemes radioelèctrics , si utilitzen l'emissió o recepció d'ones electromagnètiques.

### Sistemes visuals
Són els sistemes més bàsics, ja que no requereixen cap tipus d'instrumentació a bord de les embarcacions per localitzar aquest tipus de senyals. Un cop identificat el senyal, només cal consultar el llibre de camins o el llibre de fars, juntament amb la carta nàutica, per saber la ubicació del vaixell. A canvi, la seva precisió és lleugerament inferior a altres sistemes més complexos.
Els sistemes visuals es poden utilitzar durant el dia, el que es coneix com a senyals cecs, o bé durant la nit, coneguts també com a senyals lluminosos. Els senyals durant el dia s'identifiquen pel seu color, forma i la marca de topall de senyal. Durant la nit es fa servir una font de llum intermitent, distingint unes de les altres pel seu color i la freqüència amb què s'emeten.
Els principals sistemes visuals utilitzats són els fars, les balises, els llums de port i les enfilacions.

#### Fars
Rep el nom de far aquella construcció, generalment en forma de torre, que inclou en la part alta un focus lluminós al costat d'un sistema òptic i un mecanisme de gir, la funció és fer de guia als navegants durant la nit.
Per distingir uns fars d'altres es produeixen alternances de llum i de foscor a intervals regulars de temps, el que forma una de les característiques dels fars. En funció de com s'emet el senyal lluminós, els fars es classifiquen en: Far de llum fixa, far de llampades, far de llum rutilant, far de grups de llampades, far de grups d'ocultacions, far de llum alternativa. Segons la potència de llum emesa i l'altitud en metres sobre el nivell del mar s'obté l'abast geogràfic, que no més que la distància màxima a la qual es veu la llum que emet.
Els colors universalment adoptats per emetre llum en els fars són el blanc, verd i vermell. Es pot donar el cas, sota certes condicions atmosfèriques, que la llum blanca o la verda adquireixin un to rosat.

#### Les balises
Les balises són aquells senyals, posats en terra o al mar, amb què s'indiquen els baixos, Veril, eixos de rius i canals, així com qualsevol altre punt de perill per a la seguretat de la navegació. La forma, dimensions i numeració de les balises, així com el color, les característiques dels senyals lluminosos i marques de límit que solen portar, els fixa per a cada cas el Reglament d'Abalisament Marítim AISM. Habitualment, les balises quan hi ha boira o mal temps són difícils de localitzar, per això avui dia hi ha balises proveïdes de reflectors de radars.
Segons el Reglament les balises es classifiquen en:
- Marques laterals: indiquen els costats dels canals de navegació. En les maniobres d'entrada, les balises de color vermell i llum vermella cal deixar per babord i les de color verd i llum verda per estribord.
- Marques cardinals: indiquen el costat on hi ha més seguretat de pas, estan pintades amb franges horitzontals de color grogues i negres. La llum és blanca guspirejant.
- Marques de perill aïllat: Es col·loquen sobre una zona de perill d'àrea reduïda, al voltant de la qual es pot navegar. Estan pintades en franges horitzontals vermelles i negres, i compten amb una marca de topall de perill aïllat, consistent en dues esferes negres superposades. La llum és blanca de dues llampades.
- Marques d'aigües navegables: Indiquen els llocs més segurs per a navegar, com són els eixos dels canals. Estan pintades de franges verticals vermelles i blanques, i estan proveïdes de llum de isofase o d'ocultació.
- Marques especials: senyalitzada zones especials, són de color groc i de forma totalment diferent de les anteriors. La llum és groga.

#### Els llums de port
La seva missió és la de facilitar l'entrada i sortida als ports, de manera que se situen en els extrems dels espigons i molls, o en les vores de les zones dragatge. Entrant a port, la llum d'estribord és de color verd i la de babord és de color vermell.

#### Les enfilacions
L'enfilació és un cas particular de la demora, ja que es dona en el precís instant en què el vaixell s'observa dos punts sota un mateix angle. Aquests punts estan perfectament senyalitzats a les cartes nàutiques, i marquen rutes segures per arribar a port segur.